# Представництво Європейського Союзу в Україні
Представництво Європейського Союзу в Україні — офіційне представництво ЄС в Україні. Представництво є одним з понад 130 аналогічних представництв унії у світі і має статус дипломатичної місії.

## Історія
Представництво Європейської Комісії в Україні було відкрито у центрі Києва у вересні 1993 року. З 1 грудня 2009 року після набуття чинності Лісабонської угоди, Представництво Європейської Комісії перетворилося на Представництво Європейського Союзу в Україні.
Під час повномасштабного вторгнення російської армії до України в березні 2022 року представництво тимчасово зупиняло діяльність, а 9 квітня повернуло своє дипломатичне представництво до Києва.

## Будівля

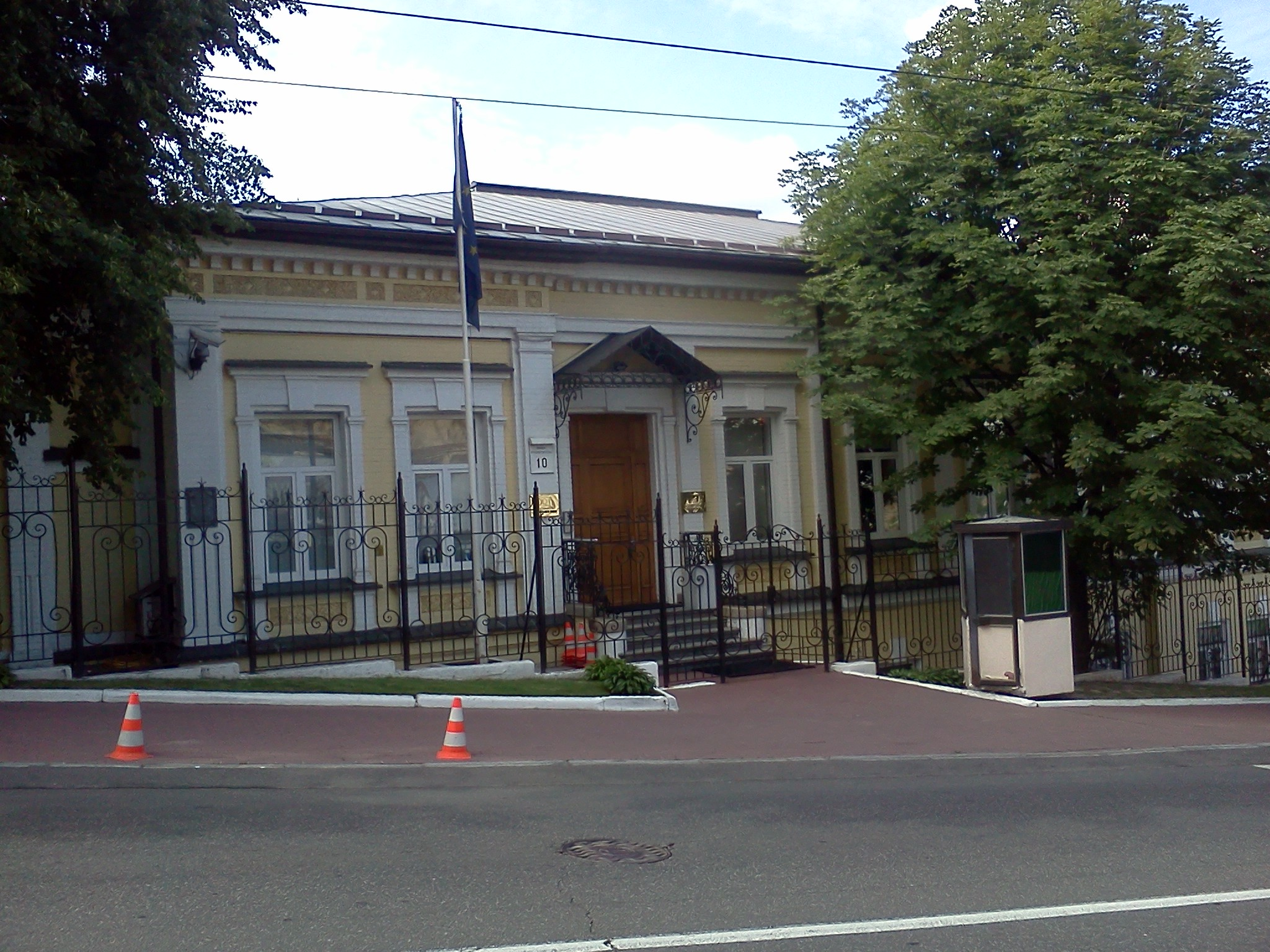
Попередня будівля представництва ЄС в Києві по вулиці Круглоуніверситетська, 10

Особняк Представництва Європейського Союзу в Україні по вулиці Круглоуніверситетська, 10, зведений у 1892 році, архітектором А.-Ф. Крауссом у стилі неокласицизм. У 2013 році Представництво переїхало в будівлю по вулиці Володимирській, 101 .

## Завдання
Головними завданнями Представництва Європейського Союзу в Україні є:
- Сприяти політичним та економічним зв'язкам між Україною та Європейським Союзом шляхом підтримання ефективного діалогу з урядовими установами та підвищення поінформованості про Європейський Союз, його установи та програми;
- Відстежувати впровадження Угоди про партнерство та співробітництво між Україною та ЄС;
- Інформувати громадськість щодо розвитку Європейського Союзу, роз'яснювати та відстоювати окремі аспекти політики ЄС;
- Брати участь у впровадженні програм зовнішньої допомоги Європейського Союзу.

1 січня 2007 року завершилося п'яте розширення Європейського Союзу, що розпочалося в травні 2004 року. Сьогодні Європейський Союз, до якого входять 27 держав-членів із загальною кількістю населення майже 500 мільйонів людей, є найбільшим торгово-економічним блоком у світі.

## Глави представництва
| № | Зображення | Посол                      | Громадянство    | Термін            |
| - | ---------- | -------------------------- | --------------- | ----------------- |
| 1 |            | Ієн Тіндалл Боуг           | Велика Британія | (09.2004-09.2008) |
| 2 |            | Жозе Мануел Пінту Тейшейра | Португалія      | (10.2008-09.2012) |
| 3 |            | Ян Томбінський             | Польща          | (09.2012-09.2016) |
| 4 |            | Хюг Мінгареллі             | Франція         | (09.2016-09.2019) |
| 5 |            | Матті Маасікас             | Естонія         | (09.2019-09.2023) |
| 6 |            | Катаріна Матернова         | Словаччина      | (09.2023-)        |

## Місії в Україні
- 65012, Україна, м. Одеса, вул. Уютна, 13
- Голова Місії — пан Ендрю Тесор'єр

## Євробюлетень
Євробюлетень — журнал, щомісячне інформаційне видання Представництва Європейської Комісії в Україні у 2006—2012 роках. Інформація про питання, що стосуються Європейського Союзу і українсько-європейських стосунків. Видавався українською мовою. Разовий наклад — 10500.